# Odbarvená píča
Odbarvená píča nebo Blonďatá píča (anglicky The White Pussy) je útlá sbírka tří povídek amerického spisovatele a básníka Charlese Bukowského z roku 2012. Jedná se o bilingvní (dvoujazyčné) vydání, povídky jsou v českém i anglickém jazyce. Všechny tři povídky již byly česky vydány v dřívější sbírce Nejkrásnější ženská ve městě (Argo, 2007).
Česky vydalo knihu v roce 2012 nakladatelství Argo.
Texty obsahují vulgarismy, sexuální násilí, šikanu, vraždu a podobná témata.

## Obsah
- Odbarvená píča (A White Pussy)
- Bílej plnovous (The White Beard)
- Vražda Ramóna Vásqueze (The Murder of Ramon Vasquez)

## Děj

### Odbarvená píča
Protagonista povídky odpočívá v klidné nenápadné putyce, když jej vyruší vysmátý Mexičan a chce po něm peníze. Chlápek (hlavní postava) na něj vyrukuje s paranoidními řečmi, Mexičana to přestane bavit a raději se vzdálí. Chlápek se zvedne ze židličky a jde do nedaleké mexické hospody, kde si objedná u servírky drink. Servírka mu vykládá, že si své přirození pro některé šamstry odbarvuje. Muž do sebe hodí drink a rychle padá pryč. Je mu jasné, že v pití byl uspávací prostředek. Takhle to tady funguje, kdo to nezná, probudí se ve škarpě s vybílenou peněženkou. Stihne sotva doběhnout do svého pokoje, kde se mu podlomí nohy a zatmí před očima.

### Bílej plnovous
Trojice mladíků pracuje v blízkosti hranic v cizí arabské zemi, kde češe ovoce. Oblast je nestabilní, každou chvíli v blízkém městě vybuchne bomba. Herb si často krátí dlouhou chvíli tím, že navrtá díru do melounu, vystříká se do něj a nutí malého Talbota meloun pozřít. Jednoho dne narazí v baru na velmi mladou dívku ve věku 13 nebo 14 let, nicméně již s velmi bujným poprsím. Vypravěč příběhu jde s ní do pokoje, kde si společně zakouří hašiš a mladík se pak na ni vrhne a přisaje se k jejímu olbřímu ňadru. Po chvíli na ni vleze. Prožívá extázi, v jeho fantazii mu sloni kropí záda potem, kolem něj proplouvají parníky, hoří terpentýn, Mojžíš si říhne… Netrvá to ani moc dlouho a je hotový. Dívka jej pak omyje vodou. Po něm si jde užít svého mohutný Herb. Talbot už pak po něm nahoru nejde. Trojice odchází pryč a je svědkem dopadu bomby na školní autobus s dětmi. Zkrvavené roztrhané cáry dětských tělíček se válí všude kolem. Mladíci jdou nevzrušeně dál.

### Vražda Ramóna Vásqueze
Dva mladíci, třiadvacetiletý Lincoln a jeho sedmnáctiletý bratr Andrew, navštíví zestárlou bývalou hvězdu filmových pláten Ramóna Vasquéze a nechají se pozvat dál. Vásquez býval idolem žen. Ramón jim přinese jídlo a víno a začne s nimi debatovat. Po chvíli se hoši stanou arogantními. Ptají se vylekaného Vásqueze, kde má schované peníze. Lincoln ho fyzicky napadne a donutí jej k orálnímu sexu. Když se mu vystříká do úst, poručí, aby uspokojil stejným způsobem Andrewa. Stařík poslechne a když je hotov, vyplivne jeho sperma na koberec. Za tu drzost schytá ránu pěstí.
Bratři přemýšlejí, co dál. Domluví se, že z něj vytáhnou peníze a zmizí. Lincoln si bere hůlku a začne s ní bývalého slavného herce švihat do krve. Ramón se není schopen bránit a tak jen naříká, že v domě žádný větší obnos peněz nemá. Lincoln se neovládne a intenzivně starce hůlkou bije. Vásquez vydává už jen slabé chroptění a po chvíli znehybní. Andrew si uvědomí, že ho jeho bratr umlátil k smrti. Ještě než odejdou, popíšou mladíci zdi pokoje Ramónovou krví textem typu ZKURVENÝ PRASATA! SMRT PRASATŮM! ve snaze zmást policii. Nasednou do svého plymouthu ročník 1956 a odjíždějí pryč. Cestou zastaví dvěma stopařkám a berou je na pláž, aby si s nimi užili radovánek.
| „                                           | Velký milovník byl mrtev. Avšak přijdou noví velcí milovníci. I spousta nevelkých. A těch bude většina. Takhle to prostě chodí. Nebo také ne. | “ |
| — Charles Bukowski - Vražda Ramóna Vásqueze | |   |